# Un taxi pentru Tobruk (film)
Un taxi pentru Tobruk (titlul original: în franceză Un taxi pour Tobrouk) este un film anti-război dramatic franco-anglo-vest german, a cărui acțiune se desfășoară în Africa de Nord în timpul celui de al Doilea Război Mondial (Bătălia de la El Alamein). A fost realizat în 1961 de regizorul Denys de La Patellière, după romanul omonim a scriitorului René Havard, protagoniști fiind actorii Lino Ventura, Charles Aznavour și Hardy Krüger. 

## Distribuție
- Lino Ventura – brigadierul Théo Dumas
- Charles Aznavour – Samuel Goldmann
- Hardy Krüger – căpitanul Ludwig von Stegel
- Maurice Biraud – François Jonsac
- Germán Cobos – Paolo Ramirez
- Roland Ménard – naratorul (nemenționat)
- Fernando Sancho – soldatul german

## Coloana sonoră
Filmul este însoțit de o versiune de marș militar a cântecului de Crăciun Les Anges dans nos campagnes (Gloria in excelsis deo).

## Premii
- Filmul lui Denys de La Patellières a câștigat Grand prix du cinéma français ca cel mai bun film francez al anului 1961.